# Nicholas Saputra
Nicholas Saputra, född 24 februari 1984 i Jakarta, är en indonesisk skådespelare.

## Filmografi
- 2005 – The Year of Living Vicariously
- 2005 – Gie
- 2005 – Janji Joni
- 2003 – Arisan!
- 2003 – Biola tak berdawai
- 2002 – Ada apa dengan cinta?